# Evert Strokirk

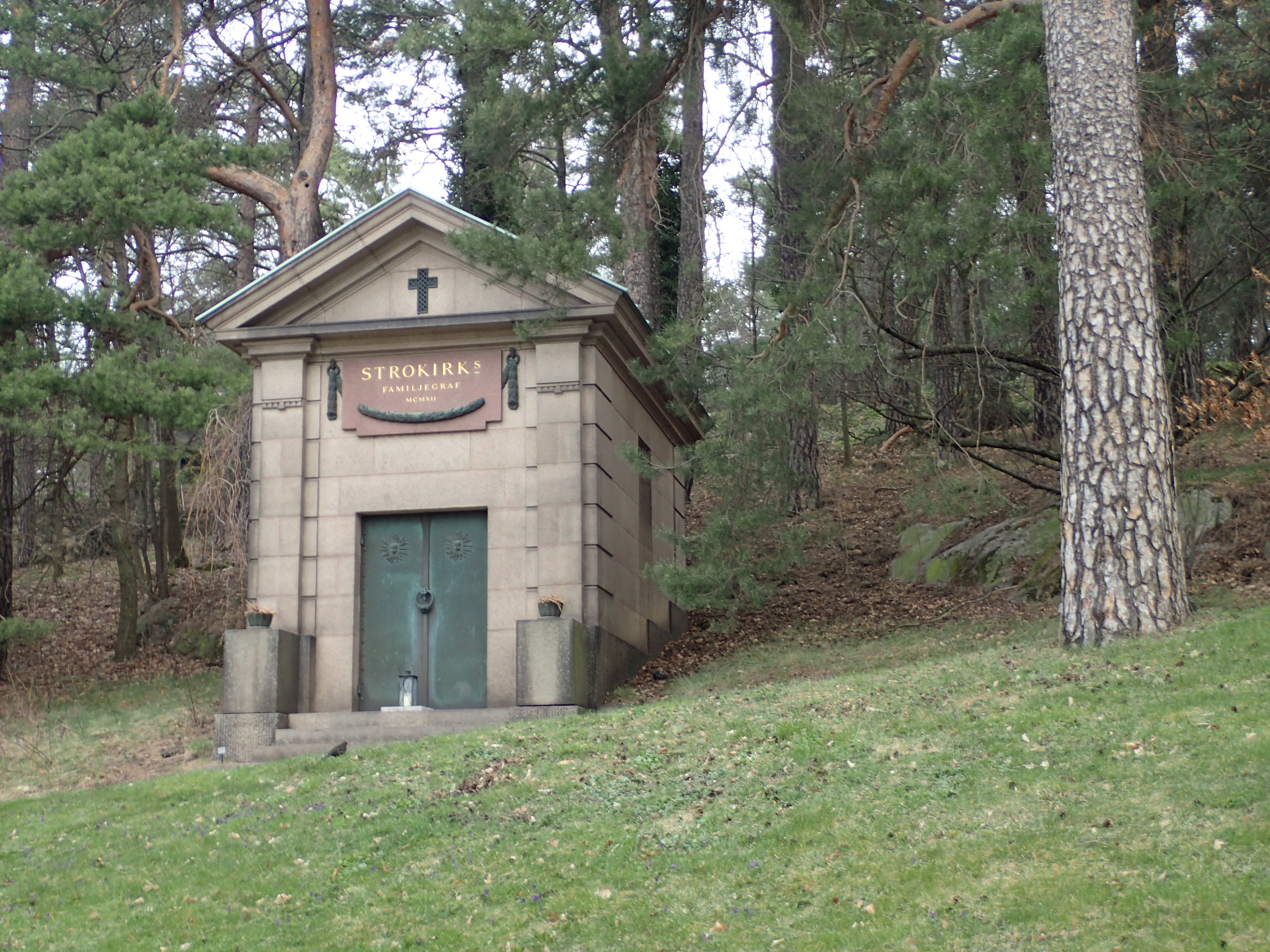
Strokirkska gravkoret.

Georg Evert Strokirk, född 4 mars 1861 i Örebro, död 19 oktober 1936 i Stockholm, var en svensk arkitekt.
Strokirk inskrevs vid Karolinska läroverket i Örebro 1871 och vid Örebro Tekniska Elementarskola 1877. Han studerade vid Kungliga tekniska högskolan höstterminen 1880 och  fortsatte och avslutade studierna i arkitektur vid Tekniska Högskolan i Stuttgart, med avgångsexamen våren 1884.
Omedelbart efter studierna erhöll han anställning vid byggandet av det nya Riksdagshuset i Berlin vid geheimerådet Paul Wallots atelier, samt anställdes samma år på hösten i den tyska statens tjänst för att utföra ritningar till byggnaden, och stannade där till 1888. Under vistelsen i Berlin deltog han i åtskilliga arkitektoniska tävlingar och utförde flera större ritningar, såsom bland andra till museet i Metz och musikkonservatoriet i Innsbruck.
På hösten 1888 återvände till Sverige och inträdde i den samma år grundade firman G. Rosendal & C:o i Stockholm, som upphörde 1929.
Han ligger begravd det Strokirkska gravkoret på Norra begravningsplatsen i Solna, vilket han själv uppgjorde ritningarna till.